# Popillia angolana
Popillia angolana är en skalbaggsart som beskrevs av Ohaus 1920. Popillia angolana ingår i släktet Popillia och familjen Rutelidae. Inga underarter finns listade i Catalogue of Life.